# Anders Erik Afzelius
Anders Erik Afzelius (26. april 1779 – 1. marts 1850) var en finsk jurist og politisk martyr.
Afzelius afskedigedes pludselig 1821 på kejserlig ordre fra sin professorstilling i Åbo (formentlig på grund af nogle karikaturtegninger af Nikolaus I). Han forblev i Finland, udsat for idelige forfølgelser af et mægtigt parti, som han havde modarbejdet i nogle processer. 1831 fik Afzelius ordre til at
forlade landet, men fængsledes og deporteredes til Kasan. Han fik senere lov at vende tilbage, men landsforvistes på ny 1837 til Livland, hvor han døde.